# Docville

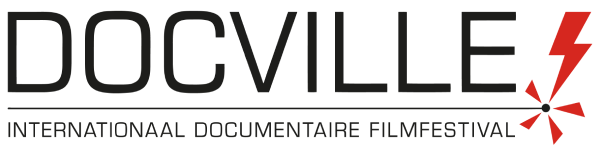
Logo Docville

Het Internationaal Documentaire Filmfestival Docville is een documentaire filmfestival dat jaarlijks wordt georganiseerd in de Belgische stad Leuven.
Docville ontstond in het najaar van 2005 als zijproject van Cinema ZED, vanaf de volgende editie werd het een afzonderlijk filmfestival. Docville vindt steeds plaats begin mei in de gebouwen van het Kunstencentrum STUK en op andere plekken in Leuven (waaronder Museum M, Kinepolis Leuven, Wagenhuys en Het Depot). Het is het enige jaarlijkse, algemene film festival van België dat enkel documentaires vertoont en een nationale en internationale competitie heeft.
In 2017 verhuisde Docville van de maand mei naar maart. In juni 2018 werd bekendgemaakt dat het festival een van de 28 film festivals wordt waar de winnende film van de juryprijs, op de longlist komt van de Academy Awards voor de categorie Beste Documentaire.
Door de COVID-19 crisis werden de zestiende editie van Docville uitgesteld naar (originele data: 25 maart tot en met 2 april 2020) naar 25 september - 3 oktober 2020 en de zeventiende editie verschoven naar 9-19 juni 2021.
De 20ste editie van DOCVILLE staat gepland tussen 20-28 maart 2024.

## Onderdelen

### ScienceVille
Voor de editie 2023 werd een nieuw onderdeel toegevoegd aan het festival gericht op wetenschap: ScienceVille, deze vanaf nu permanente subsectie heeft ook een onderdeel specifiek gericht naar kinderen (ScienceVille voor Kinderen). Deze subsectie voegt ook een nieuwe competitie toe (de Nationale Lotterij Prijs voor Beste Wetenschappelijke documentaire), daardoor werd de oude Weten&Geweten-competitie (die ook wetenschappelijke documentaire bevatte) hernoemd naar TOPICS.

## Programmering
Het festival heeft een uitgebreide nationale en internationale competitie. Ook zijn er een aantal niet-competitieve programma's die echter ieder jaar veranderen.
Het festival probeert vooral die films te selecteren die als auteursdocumentaires beschouwd zouden kunnen worden, documentaires die cinematografisch, vormelijk, of wat onderwerp betreft afwijken van het typische beeld wat men heeft van documentaires op televisie. In 2011 werd een nieuw competitieluik toegevoegd: Weten & Geweten, bedoeld voor films met een relevante maatschappelijke boodschap (vaak met betrekking tot sociale, wetenschappelijke, politieke onderwerpen).
De editie van 2012 bleek een groot succes met een stijging van het bezoekersaantal met 56% tot 10.100 bezoekers.

## Palmares
1ste editie Docville (28 september - 3 oktober 2005)
Geen prijzen uitgereikt
2de editie Docville (27 september - 3 oktober 2006)
- Beste Belgische documentaire: Rwanda, Les Collines Parlent (regie: Bernard Bellefroid)
- Beste internationale documentaire: Last Supper (Zweden, regie: Mats Bigert & Lars Bergström)

3de editie Docville (30 mei - 5 juni 2007)
- Beste Belgische documentaire: Het Rijksadministratief Centrum (regie: Yves Cantraine)
- Beste internationale documentaire: The Monastery: Mr. Vig and the Nun (Denemarken, regie: Pernille Rose Grønkjær)

4de editie Docville (10 - 17 mei 2008)
- Beste Belgische documentaire: Le Flic, La Juge et L'assassin (regie: Yves Hinant)
- Beste internationale documentaire: Stranded (Frankrijk, regie: Gonzalo Arijon)

5de editie Docville (2 - 9 mei 2009)
- Beste Belgische documentaire: Zondag Gaat Het Gebeuren (regie: Joeri Vlekken)
- Beste internationale documentaire: Dear Zachary (Verenigde Staten, regie: Kurt Kuenne)

6de editie Docville (1 - 8 mei 2010)
- Beste Belgische documentaire: Vlasman (regie: Jan Lapeire)
- Beste internationale documentaire: How Much Does Your Building Weigh, Mr Foster? (Spanje, regie: Norberto López Amado, Carlos Carcas)

7de editie Docville (29 april - 7 mei 2011)
- Beste Belgische documentaire: L'Ile Déserte (regie: Steve Thielemans )
- Beste internationale documentaire: Marwencol (Spanje, regie: Jeff Malmberg)
- Weten & Geweten prijs : Rainmakers (Nederland, regie: Floris-Jan Van Luyn)

8ste editie Docville (27 april - 5 mei 2012)
- Beste Belgische documentaire: Empire of Dust (regie: Bram Van Paesschen)
- Beste internationale documentaire: Il Castello  (Italië, regie: Massimo D’Anolfi & Martina Parenti)
- Weten & Geweten prijs : The Ambassador (Denemarken, regie: Mads Brügger)

9de editie Docville (3-11 mei 2013)
- Beste Belgische documentaire: Behind the Redwood Curtain (regie: Liesbeth De Ceulaer)
- Beste internationale documentaire: The Expedition to the End of the World (Denemarken, regie: Daniel Dencik)
- Weten & Geweten prijs : A River Changes Course (USA, Cambodja, regie: Kalyanee Mam)

10de editie Docville (2-10 mei 2014)
- Beste Belgische documentaire: What about Eric (regie: Lennart Stuyck and Ruben Vermeersch)
- Beste internationale documentaire: Happiness (Frankrijk, Finland, regie: Thomas Balmès)
- Weten & Geweten prijs: Virunga (UK, regie: Orlando Von Einsiedel)

11de editie Docville (1-9 mei 2015)
- Beste Belgische documentaire: Twilight of a life (regie: Sylvain Biegeleisen )
- Beste internationale documentaire: Garnet's Gold (UK, regie: Ed Perkins )
- Weten & Geweten prijs: Democrats (Denemarken, regie: Camilla Nielsson )
- Beste Tv documentaire: De Werkende Mens (maker: Lode Desmet )
- Knack Publieksprijs: The Man Who Saved The World (Peter Anthony)

12de editie Docville (29 april -7 mei 2016)
- Beste Belgische documentaire: Reach for the Sky (regie: Steven Dhoedt)
- Beste Internationale documentaire: Life, Animated (USA, regie: Roger Ross Williams)
- Weten & Geweten prijs: This Changes Everything (Canada, regie: Avi Lewis)
- Beste Vlaamse tv-documentaire: Spul (regie: Jan Antonissen en Guillaume Graux)
- Knack Publieksprijs: Life, Animated (USA, regie: Roger Ross Williams)

13de editie Docville (22-30 maart 2017)
- Beste Belgische documentaire: Burning Out (regie: Jérôme Le Maire)
- Beste Internationale documentaire: School Life (Ierland, regie: Neasa Ní Chianáin en David Rane)
- Weten & Geweten prijs: City of Ghosts (USA, regie: Matthew Heineman)
- Beste Vlaamse tv-documentaire: Steenweg (Acht, productie: Zonderlin)
- Knack Publieksprijs: Magnus (USA, regie: Benjamin Ree)

14de editie Docville (21-29 maart 2018)
- Beste Belgische documentaire: Zie Mij Doen (regie: Klara Van Es)
- Beste Internationale documentaire: Piripkura (Brazilië, regie: Renata Terra, Bruno Jorge, Mariana Oliva)
- Weten & Geweten prijs: The Deminer (Zweden, regie: Matthew Hogir Hirori)
- Publieksprijs: Doof Kind (Nederland, regie: Alex de Ronde)

15de editie Docville (27 maart - 4 april 2019)
- Beste Belgische documentaire: Sakawa (regie: Ben Asamoah)
- Beste Internationale documentaire: Heartbound (Denemarken, regie: Janus Metz, Sine Plambech)
- Weten & Geweten prijs: One Child Nation (USA, regie: Nanfu Wang, Jialing Zhang)
- Publieksprijs: Free Solo (USA, regie: Jimmy Chin, Elizabeth Chai Vasarhelyi)

16de editie Docville (25 september - 3 oktober 2020)
- Beste Belgische documentaire: Victoria (regie: Liesbeth De Ceulaer, Sofie Benoot en Isabelle Tollenaere)
- Beste Internationale documentaire: The Painter and the Thief (Noorwegen, regie: Benjamin Ree)
- Weten & Geweten prijs: Colectiv (Roemenië, regie: Alexander Nanau)
- Publieksprijs: The Cave (regie: Feras Fayyad)

17de editie Docville (9 - 19 Juni 2021)
- Beste Belgische documentaire: Holgut (regie: Liesbeth De Ceulaer)
- Beste Internationale documentaire: Some Kind of Heaven (VSA, regie: Lance Oppenheim)
- Weten & Geweten prijs: President (Denemarken, Noorwegen, regie: Camilla Nielsson)
- Publieksprijs: The Jump (Lithouwen, regie: Giedre Zickyte)

18de editie Docville (23-31 maart 2022)
- Beste Belgische documentaire: Juste un Mouvement (regie: Vincent Meessen)
- Beste Internationale documentaire: Trenches (Frankrijk, regie: Loup Bureau)
- Weten & Geweten prijs: Jason (Nederland, regie: Maasja Ooms)
- Publieksprijs: Duty of Care (België, regie: Nic Balthazar)

19de editie Docville (22-30 maart 2023)
- Beste Belgische documentaire: Dag Ma (regie: Marie De Hert, Ellen Pollard)
- Beste Internationale documentaire: The Invention of the Other (Brazilië, regie: Bruno Jorge)
- TOPICS Prijs: Rojek (Canada, regie: Zaynê Akyol)
- Nationale Lotterij Prijs voor Beste Wetenschappelijke documentaire: Make People Better (USA, regie: Cody Sheehy)
- Publieksprijs: Wolf (Nederland, regie: Cees van Kempen)

20ste editie Docville (20-28 maart 2024)
- Beste Belgische documentaire: Soundtrack to a Coup D'état (regie: Johan Grimonprez)
- Beste Internationale documentaire: The Tuba Thieves (USA, regie: Alison O'Daniel)
- TOPICS Prijs: A Storm Foretold (Denemarken, regie: Christoffer Guldbrandsen)
- Prijs voor Beste Wetenschappelijke documentaire: Eternal You (Duitsland, regie: Hans Block en Moritz Riesewieck)
- Nationale Loterij Publieksprijs: Life is Beautiful (Noorwegen, regie: Mohamed Jabaly)

## Speciale gasten/activiteiten
- In 2012 hield Britse documentairemaker Louis Theroux een masterclass op het festival[1], wat hij in 2016 nog eens herhaalde.
- In 2014 introduceerde Canadese regisseur Jennifer Baichwal haar film Watermark. Ook voornamelige The Beatles-secretaresse Freda Kelly was aanwezig, voor Good Ol' Freda. Oostenrijkse regisseur Erwin Wagenhofer presenteert zijn nieuwste film, Alphabet.
- In 2016 stelde Britse documentairemaker Louis Theroux zijn eerste langspeeldocumentaire My Scientology Movie in Europese premiere.
- In 2020 zou de Britse documentairemaker Nick Broomfield gast in focus worden (geannuleerd vanwege de COVID-19 crisis)

## Schandalen
In 2025 schrapten de festivalorganisatoren onder publieke druk in één keer twee documentaires van het programma. Eén was gewijd aan de Russische invasie van Oekraïne. De film "Russians at War" werd bekritiseerd als propaganda. En de tweede aan milieuprotesten in Servië tegen lithiumwinning uitgevoerd door een consortium van buitenlandse bedrijven. Een groep Servische intellectuelen publiceerde een open brief waarin ze de aandacht vestigden op het feit dat deze film pleit voor de winning van lithium, dat gevaarlijk is voor de ecologie van het land, ook door een Belgisch bedrijf, en het vreedzame protest van de Servische samenleving als agressief presenteert.

## Referentie
1. ↑  https://www.youtube.com/watch?v=mzrHog0mwTY. Gearchiveerd op 20 april 2023.
2. ↑  (en) Belgian DOCVILLE festival cancels film whitewashing Russian war crimes. New Voice. Geraadpleegd op 1 april 2025.
3. ↑  (en) Sauer, Pjotr, "Russian documentary accused of falsely showing invading soldiers as victims", The Observer, 7 september 2024. Geraadpleegd op 1 april 2025.
4. ↑  (en) By, Docville Cancels Lithium Mine Documentary Due to “Overestimated Sensitivity” – MINEX Eurasia 2024. Geraadpleegd op 1 april 2025.
5. ↑  (sr) Otkazano prikazivanje filma o litijumu na festivalu u Belgiji zbog "osetljivosti teme" - Svet - Dnevni list Danas (21 maart 2025). Geraadpleegd op 1 april 2025.
6. ↑  (sr) Belgrade, N1, Open letter from intellectuals on Jadar Project film screening at Belgian festival. N1 (21 maart 2025). Geraadpleegd op 1 april 2025.